# 马渚横河水利航运设施
马渚横河水利航运设施是浙江省余姚市境内马渚横河上多处水利设施的统称，2011年1月7日被纳入第六批浙江省文物保护单位。
马渚横河水利航运设施包括斗门老闸、斗门升船机闸及西横河升船机闸三处水利设施。其中，斗门老闸的历史可追溯到南宋，1952年改建为斗门爱国增产水闸，含拖船坝和厢式船闸。斗门升船机闸为1983年所建，1986年重建西横河水闸。三处水利设施反映了浙东运河发展史的一个截面。